# Јухор (предузеће)
Јухор је српско предузеће меснопрерађивачке индустрије са седиштем у Јагодини. Предузеће постоји од 1902. године.

## Историја
Почетком прошлог века досељеник из Италије Клефиш основао је кланицу и фарму живине, да би се касније потпуно оријентисао на клање крупне и ситне стоке, производњу кобасица, зимске саламе и других трајних производа.
Индустија „Јухор“ је, до изградње Фабрике каблова била једна од водећих индустријских радних организација у Општини Јагодина и у овом крају уопште.
Постојање „Јухора“ у овом региону преко 70 година битно је утицало на оријентацију пољопривредних произвођача. „Јухор“ је у послератном периоду око половине произведене робе извозио на инострана тржишта, чиме је заједници доносио знатна девизна средства.